# 宮本真理
宮本 真理（みやもと まり、生年不明）は、日本の元女子サッカー選手。元サッカー日本女子代表。現役時代のポジションはゴールキーパー。

## 来歴
OKI FC Windsでプレー。サッカー日本女子代表では、1999年11月、1999 AFC女子選手権のメンバーに選出された。大会では11月12日、グループリーグ3試合目、ネパール代表との試合でデビューし、14-0で勝利した。日本は大会で4位だった。日本代表での出場はこの1試合のみだった。

## 代表歴
- 1999年11月12日 - A代表初出場 - ネパール戦

### 出場大会など
- 1999 AFC女子選手権（4位）

### 試合数
- 国際Aマッチ 1試合（1999）

| 日本代表 | 国際Aマッチ | 国際Aマッチ |
| 年       | 出場        | 得点        |
| -------- | ----------- | ----------- |
| 1999     | 1           | 0           |
| 通算     | 1           | 0           |

### 出場
| # | 開催日         | 開催地   | 会場 | 相手     | 結果  | 監督   | 大会         |
| - | -------------- | -------- | ---- | -------- | ----- | ------ | ------------ |
| 1 | 1999年11月12日 | バロタク |      | ネパール | ○14-0 | 鈴木保 | アジア選手権 |